# Murray Perahia
Murray Perahia, född 19 april 1947 i New York, är en amerikansk konsertpianist och dirigent. Han är numera bosatt i London och har turnerat över hela världen i över 30 år och har fått flera stora utmärkelser.

## Diskografi
- 1973 – Schumann: Davidsbündlertänze, op.6; Fantasiestücke, op.12
- 1975 – Chopin: Preludier
- 1986 – Schubert: Wanderfantasie, op.15; Schumann: Fantasi i C-dur, op.17
- 1986 – Mozart & Beethoven: Kvintetter för piano och blåsare
- 1986 – Mozart: Sonata (K.448); Schubert: Pianosonat för fyra händer (med Radu Lupu)
- 1986 – Beethoven: Pianokonsert nr 3 och 4
- 1987 – Brahms: Pianokvartett
- 1987 – Beethoven: Pianosonat nr 17, 18 och 26
- 1987 – Beethoven: Pianokonsert nr 5 (Kejsarkonserten)
- 1987 – A Portrait of Murray Perahia
- 1987 – Mendelssohn: Pianokonsert nr 1 och 2 (med Neville Marriner och Academy of St. Martin in the Fields) (CD 1987, men inspelad 1974 och ursprungligen utgiven på LP)
- 1987 – Mozart: Pianokonsert nr 11, 12 och 14
- 1987 – Mozart: Pianokonsert nr 22 och 24
- 1987 – Chopin: Pianokonsert nr 1, Barcarolle, etc.
- 1987 – Beethoven: Pianokonsert nr 1 och 2
- 1987 – Mozart: Pianokonsert nr 9 och 21
- 1988 – Schumann: Symphonic Études, posthumous études, Papillons; Chopin: Pianosonat nr 2 och 3
- 1988 – Schumann: Davidsbündlertänze; Fantasiestücke
- 1988 – Beethoven: De fem pianokonserterna (med Bernard Haitink och Concertgebouworkestern)
- 1988 – Schumann: Pianosonat, op.22; Schubert: Pianosonata, D.959
- 1988 – Bartók: Sonat för två pianon och slagverk; Brahms: Variationer över ett tema av Haydn
- 1989 – Schumann & Grieg: Pianokonserter
- 1990 – Chopin: Pianokonsert nr 1 och 2
- 1991 – Murray Perahia in Performance
- 1991 – Murray Perahia Plays Franck and Liszt
- 1991 – Brahms: Sonat nr 3, Rapsodier m m
- 1991 – Mozart: Konserter för två och tre pianon, Andante och variationer för piano fyrhändigt (med Radu Lupu)
- 1991 – Mozart: Pianokonsert nr 21 och 27
- 1991 – The Aldeburgh Recital
- 1992 – Mozart: Pianosonater (K.310, 333 och 533)
- 1993 – Bach: Cembalokonserter
- 1994 – Immortal Beloved – Original Motion Picture Soundtrack
- 1994 – Greatest Hits: Grieg
- 1995 – Chopin: Ballader, valser, mazurkor m m
- 1995 – Beethoven: Pianosonat (op.2:1–3)
- 1997 – Murray Perahia: 25th Anniversary Edition
- 1997 – Schumann: Kreisleriana, Pianosonat nr 1
- 1997 – Schumann: Samtliga verk för piano och orkester med Claudio Abbado och Berliner Philharmoniker
- 1997 – Murray Perahia Plays Handel and Scarlatti
- 1998 – Bach: Engelsk svit nr 1, 3 och 6
- 1999 – Songs Without Words: Bach/Busoni, Mendelssohn & Schubert–Liszt
- 1999 – Mozart: Pianokonsert nr 20 och 27
- 1999 – Glenn Gould at the Movies
- 1999 – Bach: Engelsk svit nr 2, 4 och 5
- 2000 – Bach: Goldberg-variationerna
- 2001 – Chopin: Études
- 2001 – Bach: Klaverkonsert nr 1, 2, 4
- 2002 – Bach: Klaverkonsert nr 3, 5, 6, 7
- 2003 – Schubert: Late Piano Sonatas
- 2003 – Murray Perahia Plays Bach
- 2004 – Beethoven: Stråkkvartett, op.127; Pianosonat, op.101 (Kvartetten transkriberad för stråkorkester under ledning av Murray Perahia)
- 2008 – Bach: Partita nr 2, 3, 4
- 2008 – Beethoven: Pianosonat op.14:1–2, op.26 och op.28
- 2009 – Bach: Partita nr 1, 5, 6
- 2010 – Brahms: Händelvariationerna; Två rapsodier, op.79; Sex pianostycken, op.118; Fyra pianostycken, op.119
- 2011 – Bach: Fransk svit nr 5
- 2011 – Beethoven: Pianosonat nr 27, op.90
- 2011 – Chopin: Mazurka i ciss-moll, op.30:4

## Utmärkelser
- Royal Philharmonic Society Award (Instrumentalist),  1998[1]
- Echo Klassik för årets instrumentalist,  2011
- Royal Academy of Music Bach Prize,  2013[2]
- Hedersdoktor vid Royal College of Music,  2014[3]
- Classic Brit Awards
- Kommendör av 1 klass av Brittiska imperieorden

[Redigera Wikidata]